# 汤敏
汤敏（1953年—），北京人，中国经济学家，中国发展研究基金会副秘书长，兼任中共中央党校经济学部教授，北京大学中国经济研究中心兼职教授，武汉大学兼职教授，暨南大学兼职教授。曾任亚洲开发银行驻中国代表处首席经济学家，副代表，亚洲开发银行经济发展研究中心经济学家。

## 生平
1953年，汤敏出生于中国北京。1982年，毕业于武汉大学数学系，后留校任教。
1989年，取得美国伊利诺伊大学厄巴纳-香槟分校经济学博士。
1998年11月，汤敏以个人名义向中華人民共和國中央提交了一份建议书《关于启动中国经济有效途径———扩大招生量一倍》，建议中央扩大招生数量（參見中國大陸高校擴招），在那份建议书之中，湯敏指出5点扩招的理由。
1990年，獲亚洲开发银行经济发展研究中心聘为经济学家。
1999年，获得“教育产业化之父”的称谓，随后遭汤敏否认。
2000年起，担任亚洲开发银行驻中国代表处首席经济学家。
2007年8月1日起，开始担任中国发展研究基金会副秘书长。

## 获奖
- 2010年获世界“华人金融精英回馈祖国奖”[3]。